# Regne de Kaffa
El Regne de Kaffa (vers 1390–1897) fou un estat localitzat al sud del que és ara Etiòpia, amb capital a Bonga. El riu Gojeb formava la seva frontera nord, més enllà del qual hi havia els regne de la regió del Gibe; a l'est el territori dels pobles Konta i Kullo que ocupaven el territori entre Kaffa i el riu Omo; al sud les nombreses tribus del poble de Gimira, i a l'oest les terres del poble Majangir. La llengua nativa, també coneguda com a kaffa, és una de les del grup Omòtic de llengües.
Kaffa es dividia en quatre subtribus, que parlaven una llengua comú, el kefficho del grup Gonga/Kefoid de la família de l'Omòtic; un cert nombre d'estrangers, comerciants musulmans i membres de l'Església Etiòpica, també vivien al regne. Hi havia un cert nombre de grups de gent, "però amb l'estatus de submergits (una mena de sistema de castes), que també vivien al regne; aquests incloïen els Manjo, o caçadors; els Manne, o treballadors de la pell; i el Qemmo, o ferrers. El Manjo fins i tot tenien el seu propi rei, designat pel rei de Kaffa, i tenien les obligacions de vigilar els quarters reials i les portes del regne.
La terra on era aquest antic regne és muntanyosa amb extensions de bosc. La terra és molt fèrtil, capaç de tres recol·leccions a l'any.

## Història
El regne de Kaffa es va fundar aproximadament vers 1390 per Minjo, que segons tradició oral va enderrocar la dinastia Mato que havia tingut 32 reis. Tanmateix, deien els seus informants a Amnon Orent, "ningú no recorda el nom d'un sol d'aquestos 32 reis". La primera capital Bonga fou fundada o era capturada per Bon-noghe; més tard fou traslladada a Anderaccha, però Bonga va retenir la seva importància.
Durant el segle xvi, tot el nord del territori del riu Gojeb fou perdut per les emigracions dels oromos. També al final del segle xvi, l'emperador d'Etiòpia Sarsa Dengel va convèncer el regne d'acceptar oficialment el cristianisme com la seva religió estatal. Com a resultat, l'església de Sant Jordi fou consagrada a Baha; l'edifici conserva un tabot que aguanta el nom de l'Emperador Sarsa Dengel. Durant els següents segles la influència del govern etiòpic es va debilitar, i el cristianisme més o menys va desaparèixer, encara que l'església de Sant Jordi s'utilitzava com a "casa principal del ritual de Jordi" fins final del sefle XIX quan es reintroduïen pràctiques cristianes.
Començant amb Gali Ginocho (1675 - 1710), els reis de Kaffa començaren a expandir les fronteres del seu regne, annexionant els petits estats veïns gimira de She, Benesho i Majango. L'estat veí de Welayta format pel poble dels Walayta o Welayta, va quedar sota el seu control en el regnat de tato Shagi Sherocho (1775 - 1795), que estenia els límits del seu regne fins a l'Omo al sud-est i gairebé a la confluència de l'Omo i el Denchya al sud. Fou durant el regnat del rei Hoti Gaocho (1798-1821), que el territori dels reis de Kaffa arribava al seu màxim. Segons Orent, les tradicions de la gent de Kaffa diuen que va governar al llarg i ample, conquerint on sigui que anava, fins i tot molt enfora com Wolleta i Kambaata. "En aquest dia", acaba Orent, "algunes persones encara parlen del temps que els seus avantpassats derrotaren tots els seus enemics i van arribar al peu del famós arbre de Wolliso on va decidir no anar més lluny dins la província Shoa."
L'últim rei de Kaffa, Gaki Sherocho va resistir durant mesos els exèrcits combinats de Wolde Giyorgis, Ras Damisse, i el rei Abba Jifar II de Jimma, fins que fou capturat l'11 de setembre de 1897, i fou primer enviat a Ankober, i després a Addis Abeba. Kaffa fou llavors tingut com a feu per Wolde Giyogis fins a 1914. Durant la seva visita a Kaffa el 1897, Alexander Bulatovich va tenir l'oportunitat d'estudiar la cultura dels habitants, descrivint-los al seu llibre With the Armies of Menelik II, emperor of Ethiopia, identificant un cert nombre de pràctiques en comú amb els amhares mol més coneguts.
Els habitants patiren en gran manera les ràtzies d'esclaus en el regnat de Iyasu V, i la regió gairebé va quedar deshabitada. Durant la reorganització de les províncies el 1942, es va crear la província de Kaffa que es va formar amb l'antic regne però ampliat per l'addició d'un cert nombre d'uns altres regnes del Gibe.

## Economia
La moneda que circulava a Kaffa, com a la resta d'Etiòpia, eren els tàler de Maria Teresa i els blocs de sal anomenats amoleh, fins vers el 1905, sent la seva proporció de quatre o cinc amolehs per un tàler.
L'economia es basava en exportacions d'or, oli de civet, i esclaus. Les collites incloïen el cafè i el cotó. Tanmateix, segons Richard Pankhurst, la quantitat de cafè exportat no fou mai gaire gran: cita una estimació per la producció de la dècada dels anys 1880 en 50.000 a 60.000 quilograms a l'any. Es criava bestiar era alçat, i la mel es guardava en barrils (anomenats gendo) que eren penjats en arbres.

## Governants[12]
- vers 1390 Minjo
- 1425 - 1460 Shongetato (Rei Girra)
- 1460 - 1495 Odhe/Addiotato
- 1495 - 1530 Sadi o Shaddi/Shaditato
- 1530 - 1565 Madi Gafine/Gafo o Shonge (podria ser el mateix que Borrete)
- 1565 - 1605 Bong-he o Borrete o Bongatato, suposat fill de Madi Gafo
- 1605 - 1640 Giba Nekiok o Bonge o Galo Nechocho
- 1640 - 1675 Gali Gafocho o Gali Ginok
- 1675 - 1710 Gali Ginocho o Tan Ginok
- 1710 - 1742 Gaki Gaocho o Otti Sheroch, Taki Gaok
- 1742 - 1775 Gali Gaocho o Kanechoch, Galli
- 1775 - 1795 Shagi Sherocho o Gali Keffoch, Sagi Saro
- 1775 - 1795 Shagi Sherocho o Gali Keffoch, Sagi Saro
- 1795 - 1798 Beshi Ginocho o Kaye Sheroch, Beshi Gino
- 1798 - 1821 Hoti Gaocho o Beshi Sheroch, Oto
- 1821 - 1845 Gaha Nechocho o Gali Sheroch, Ganecho
- 1845 - 1854 Gawi Nechocho o Haji Ginoch, Gaul Saro
- 1854 - novembre 1870 Kaye Sherocho o Kamo
- 1854 - novembre de 1870 Kaye Sherocho o Kamo
- Novembre de 1870 - abril 1890 Gali Sherocho
- 6 d'abril 1890 - 10 de setembre de 1897 Gaki Sherocho